# Otto Hallberg
Otto Vilhelm Sigurd Schuwert Hallberg, född 22 juli 1908 i Hedvig Eleonora församling i Stockholm, död 2 september 1968 i Helsingborg, var en svensk journalist, nazistisk aktivist och Finlandsfrivillig.

## Biografi
Otto Hallberg var son till redaktören Karl Fredrik Sigurd Hallberg och Signe Amalia, född Cnattingius. Efter studentexamen vid Lunds privata elementarskola 1923 studerade han vid Lunds universitet, där han blev fil. kand. 1926. Han deltog 1941 som sergeant i Svenska frivilligbataljonen under fortsättningskriget i Finland, med Anders Grafström som kompanichef. Han var en av grundarna av och ledande inom Frontmannaföreningen Sveaborg, vilken ingick som en integrerad del av den nazistiska organisationen Svensk socialistisk samling. Han var också redaktör för partitidningen Den Svenske Folksocialisten.
Efter andra världskriget började han från ca 1948 bygga upp en hemlig antikommunistisk så kallad stay behind-organisation, vilken – till skillnad från den stay behind-organisation under Alvar Lindencrona som ibland har benämnts Arla gryning – inte var organiserad i samarbete med försvarsstaben eller var sanktionerad av centralt placerade statsråd inom regeringen. Hallberg hade haft planer för en sådan organisation under namnet Räddningsrörelsen redan 1943, men startade arbetet på allvar efter Pragkuppen i Tjeckoslovakien 1948. Räddningsrörelsen organiserades i ett cellsystem dit Hallberg knöt vänner som i sin tur organiserade nya celler. År 1952, när organisationen avslöjades, beräknades antalet medlemmar till 1200. I Uppsala startade Hallberg ett utbildningsprogram för officerare och upprättade även informella kontakter med Säkerhetspolisen, där anhöriga till två av Hallbergs närmaste män arbetade. Bland de ledande medlemmarna i Räddningsrörelsen fanns Asea-direktören Ragnar Liljeblad, skapare av ”den svenska atombomben”.
Hallberg greps under våren 1952 av Säkerhetspolisen, men släpptes. Han greps igen och anhölls i oktober 1952 och åtalades 1953 för olaga kårverksamhet. Han friades av Uppsala rådhusrätt, och en friande dom stadfästes av Svea hovrätt. Hovrätten ansåg inte att det kunde anses vara bevisat att organisationens syfte var ett väpnat uppror. Hallbergs befattning med den hemliga stay behind-organisationen upphörde i och med detta, och nätverket verkar också snart därefter ha upplösts.